# LIVE!!
LIVE!! är ett dubbelt livealbum av Yngwie Malmsteen, utgivet 1998. Skivan är inspelad i São Paulo, Brasilien under hans världsturné detta år.

## Låtlista
Alla låtar är skrivna av Yngwie J. Malmsteen om inget annat anges.

### CD 1
1. "Resurrection - 5:38
2. "Facing the Animal - 4:21
3. "Rising Force (Joe Lynn Turner/Yngwie Malmsteen) - 5:08
4. "Bedroom Eyes (Göran Edman/Yngwie Malmsteen) - 5:54
5. "Far Beyond the Sun - 9:14
6. "Like an Angel - 6:08
7. "Braveheart - 4:52
8. "7th Sign - 6:44
9. "Medley: - 15:03
  - a) "Trilogy Suite Op: 5/Spasebo Blues"
  - b) "Red House" (Jimi Hendrix)
  - c) "Badinere" (Johann Sebastian Bach)

### CD 2
1. Gates of Babylon" (Ritchie Blackmore/Ronnie James Dio) - 7:45
2. Alone in Paradise" - 4:54
3. Pictures of Home" (Ritchie Blackmore/Ian Gillan/Roger Glover/Jon Lord/Ian Paice) - 4:38
4. Never Die" - 6:56
5. Black Star" - 7:18
6. I'll See the Light, Tonight" (Jeff Scott Soto/Yngwie Malmsteen) - 4:48

## Medverkande
- Yngwie Malmsteen - elgitarr, akustisk gitarr, sång på "Red House"
- Mats Leven - sång
- Barry Dunaway - bas, sång
- Mats Olausson - keyboards, sång